# Orlando Sirola
Orlando Sirola (* 30. April 1928 in Fiume; † 13. November 1995 in Bologna) war ein italienischer Tennisspieler.
Er gewann 1959 mit Nicola Pietrangeli den Doppelwettbewerb der French Open. Bereits 1955 stand er mit Pietrangeli im Finale, welches sie jedoch verloren. 1956 erreichte er mit Pietrangeli außerdem das Finale von Wimbledon. Sein größter Erfolg im Einzel war er Halbfinaleinzug bei den French Open 1960. Sirola stand beim Masters in Rom zwischen 1955 und 1963 insgesamt sieben Mal im Finale der Doppelkonkurrenz. Doch nur 1960 gelang ihm und seinem ständigen Doppelpartner Pietrangeli der Turniersieg. Im Einzel gewann er die bayrischen Meisterschaften 1958. Bei den Internationalen Deutschen Meisterschaften in Hamburg erreichte er 1956 das Einzelfinale.
Sirola ist gemeinsam mit Pietrangeli Italiens erfolgreichstes Doppel der Davis-Cup-Geschichte. Zwischen 1953 und 1963 errang er insgesamt 35 Siege im Doppel, davon 34 mit Pietrangeli. Er bestritt 46 Begegnungen mit einer positiven Statistik von 57:33 Siegen gesamt. 1960 und 1961 stand er mit Italien im Finale des Davis Cups, verlor aber beide Male gegen Australien. 